# Барън (окръг, Уисконсин)
Окръг Барън (на английски: Barron County) е окръг в щата Уисконсин, Съединени американски щати. Площта му е 2305 km², а населението - 44 963 души (2000). Административен център е град Барън.